# Elena Perinelli
Elena Perinelli (ur. 27 czerwca 1995 w Varese) – włoska siatkarka, grająca na pozycji przyjmującej, reprezentantka Włoch.

## Sukcesy klubowe
Liga włoska:
- 2012

## Sukcesy reprezentacyjne
Mistrzostwa Europy Kadetek:
- 2011

Mistrzostwa Europy Juniorek:
- 2012

Letnia Uniwersjada:
- 2019

## Nagrody indywidualne
- 2011: Najlepsza atakująca Mistrzostw Europy Kadetek
- 2012: Najlepsza przyjmująca Mistrzostw Europy Juniorek